# Bob de beer
Bob de beer is de door De Bijenkorf ontwikkelde teddybeer, die vanaf 1988 tot midden jaren 90 bijzonder populair was.
Rondom Bob, een afkorting van 'bijzonder ontwikkelde beer', ontstond een reeks boekjes, tassen en T-shirts. De serie boekjes bestaat uit zeven delen die zijn getekend door Gerrit de Jager, maar er werkten ook andere tekenaars en schrijvers aan mee. Bob scoorde onder zowel kinderen als volwassenen en er werden honderdduizenden exemplaren verkocht. De aangeklede beren hadden een grootte van 45 centimeter.
Bob wordt opgenomen in het huishouden van Jacques en Marije nadat hij zelf een contactadvertentie had gezet. Hij blijkt weliswaar een zeer ontwikkelde beer, maar gebruikt zijn baasjes als personeel en maakt veel troep in huis.
Bedenker is Emile Crince Le Roy, eind jaren 80 hoofd van de divisies cosmetica en nieuwe producten van De Bijenkorf. Bob de Beer werd verkocht aan het Franse Galeries Lafayette en aan warenhuizen in Duitsland en de Scandinavische landen.

## Personages
- Bob: Een bolle, bruine beer, gestoken in een tweedbroek en gebreid vestje. Bob is ‘geboren’ in 1954 en heeft voluit Robertus Bastiaan van Bolgeboren.
- Sabine ‘Sabientje’ Pommerole: Vriendin van Bob die hij tegenkomt in de trein. Via een contactadvertentie vindt hij haar terug.
- Baltasar: Een zwarte beer die uit Afrika komt. Baltasar is een neef van Bob en stamt uit 1989. Hij draagt een kaki pakje en een safarihoed.
- Gorbi: Bobs Russische neef.
- Ralph: Bobs kleine en ondeugende neefje.
- Benny en Bibi: Twee kleine neefjes.
- Gravel: Een rode kater.
- Bas de Beer: Het neefje van Bob de Beer waarmee De Bijenkorf in 2010 de Bob de Beer-rage nieuw leven probeerde in te blazen.

## Boeken
- Bob, uit het leven van een bijzonder ontwikkelde beer (Gerrit de Jager, 1988)
- Brieven van Bob (Gerrit de Jager, 1989)
- Bob's beregoeie manieren boek (Gerrit de Jager, Inez van Eijk, 1990)
- Bob, Tikania (Gerrit de Jager en Gerrit Mollema, 1991)
- Zoals het Bobje thuis tikt ... (Gerrit de Jager en Gerrit Mollema, 1991)
- Sabine en Bob stijgen op (Gerrit de Jager en Gerrit Mollema, 1992)
- Baie Bob, Bob in Zuid-Afrika (Gerrit de Jager, 1995)